# Saint-Médard-d’Excideuil
Saint-Médard-d’Excideuil (okzitanisch Sent Medard d’Eissiduelh) ist eine aus dem Hauptort sowie mehreren Weilern (hameaux) und Einzelgehöften (fermes) bestehende südfranzösische Gemeinde mit 545 Einwohnern (Stand 1. Januar 2022) im Département Dordogne in der Region Nouvelle-Aquitaine (vor 2016 Aquitaine).

## Lage und Klima
Der Ort Saint-Médard-d’Excideuil liegt gut 36 km (Fahrtstrecke) nordöstlich von Périgueux am Fluss Loue im waldreichen Périgord vert in einer Höhe von ca. 165 m. Das Klima ist gemäßigt; Regen (ca. 940 mm/Jahr) fällt übers Jahr verteilt.

## Bevölkerungsentwicklung
| Jahr      | 1800 | 1851 | 1901 | 1954 | 1999 | 2017 |
| Einwohner | 994  | 1091 | 922  | 698  | 622  | 546  |

Der Bevölkerungsrückgang im 20. Jahrhundert ist im Wesentlichen auf die Mechanisierung der Landwirtschaft und die Aufgabe von bäuerlichen Kleinbetrieben zurückzuführen.

## Wirtschaft
In früheren Jahrhunderten lebten die Bewohner als Selbstversorger von den Erträgen ihrer Felder, Weiden und Gärten. Im 17. und 18. Jahrhundert gab es entlang des Loue mehrere Papiermühlen. Die Gemeinde ist immer noch in hohem Maße landwirtschaftlich orientiert, wobei auch die Viehzucht eine beträchtliche Rolle spielt. Im Ort selbst haben sich Handwerker und Kleindienstleister angesiedelt. Seit den 1960er Jahren werden einige leerstehende Häuser als Ferienwohnungen (gîtes) vermietet. Das Unternehmen Repetto produziert hier Ballettschuhe und Sandalen aller Art.

## Geschichte
Die erste Erwähnung des Ortes bzw. seiner Kirche stammt aus dem 6. Jahrhundert. In einer Urkunde des 12. Jahrhunderts findet sich die Kirchenbezeichnung Capella S. Medardi infra muros Exidolii. Während der Französischen Revolution, d. h. von 1792 bis 1795, war der Ort in Médard sur la Loue umbenannt.

## Sehenswürdigkeiten
- Die Église Saint-Médard ist nach dem hl. Medardus von Noyon benannt. Teile des mittelalterlichen Bauwerks sind noch vorhanden, doch wurde die gesamte Kirche im 19. Jahrhundert umgearbeitet. Eine Nischenfigur des hl. Medardus im Bischofornat schmückt die Außenseite. Das Innere birgt ein Altarretabel aus dem 17. Jahrhundert.

Umgebung
- Das ca. 1,5 km südöstlich des Ortes gelegene Château des Charreaux stammt aus dem Spätmittelalter und befindet sich in Privatbesitz. Es ist seit dem Jahr 1948 als Monument historique anerkannt.[3]
- Das Château d’Essendiéras befindet sich ca. 2 km nordöstlich des Ortes. Es besteht aus zwei Teilen: einem spätmittelalterlichen Bau des 15./16. Jahrhunderts (Château Vieux) und einem wesentlich repräsentativeren Bau des 19. Jahrhunderts (Château Neuf). In der ersten Hälfte des 20. Jahrhunderts diente der Bautenkomplex als Landgut und Sitz der Familie Pouquet, die es in Teilen auch an Feriengäste etc. vermietete; hier heiratete im Jahr 1926 der Schriftsteller André Maurois das Mannequin Simone de Caillavet. Gegen Ende des 20. Jahrhunderts wurde die Anlage zu einem Hotel umgebaut.
- Im äußersten Norden des Gemeindegebiets steht die Kirche Saint-Loup des Weilers Gandumas. Der Eingang befindet sich auf der Nordseite; über der Westfassade erhebt sich ein kleiner zweigeteilter Glockengiebel.
- Das am Ufer des Loue gelegene Château de la Farge ist ein Landsitz des 18. Jahrhunderts.

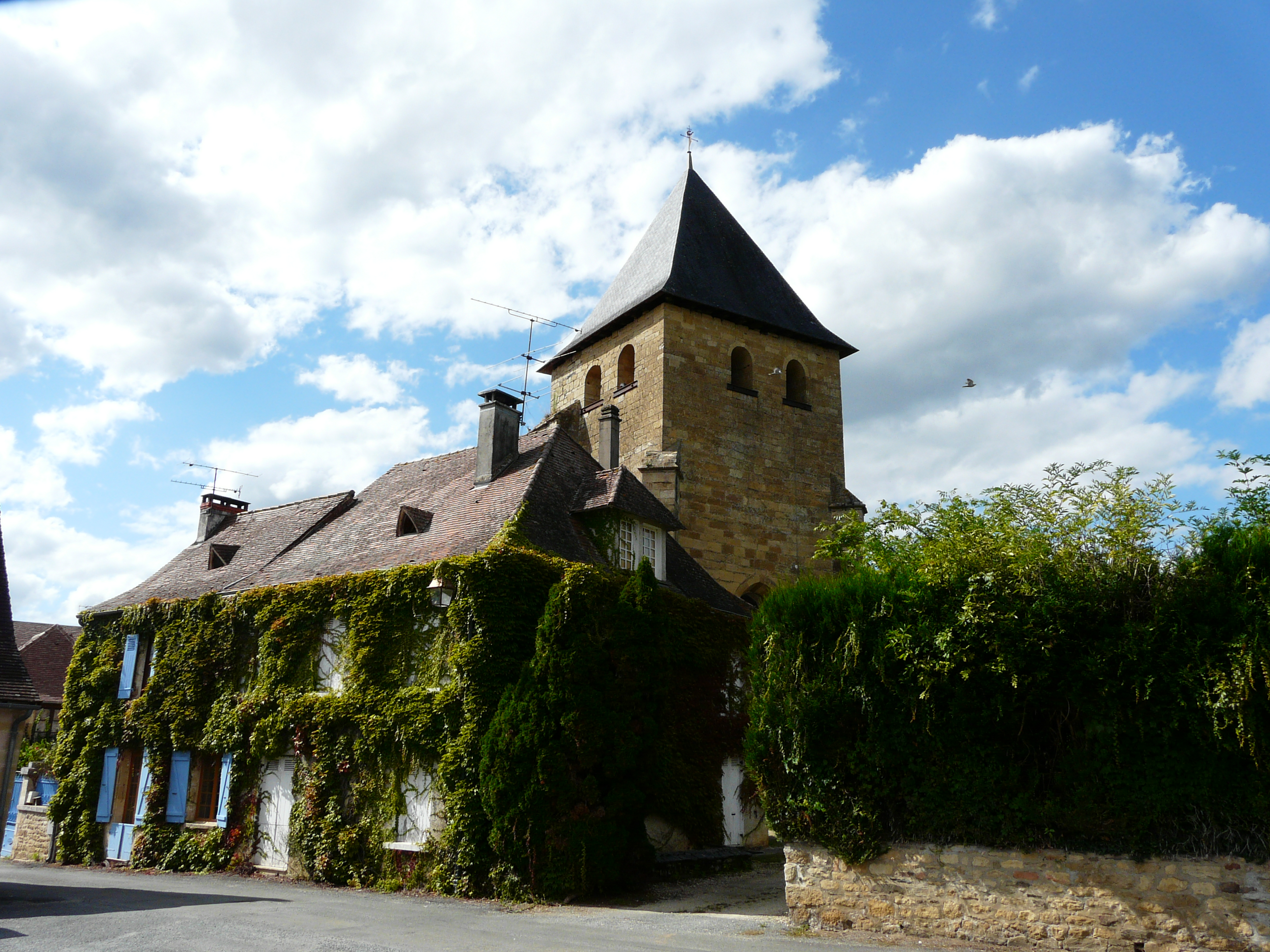
Glockenturm der Kirche Saint-Medard
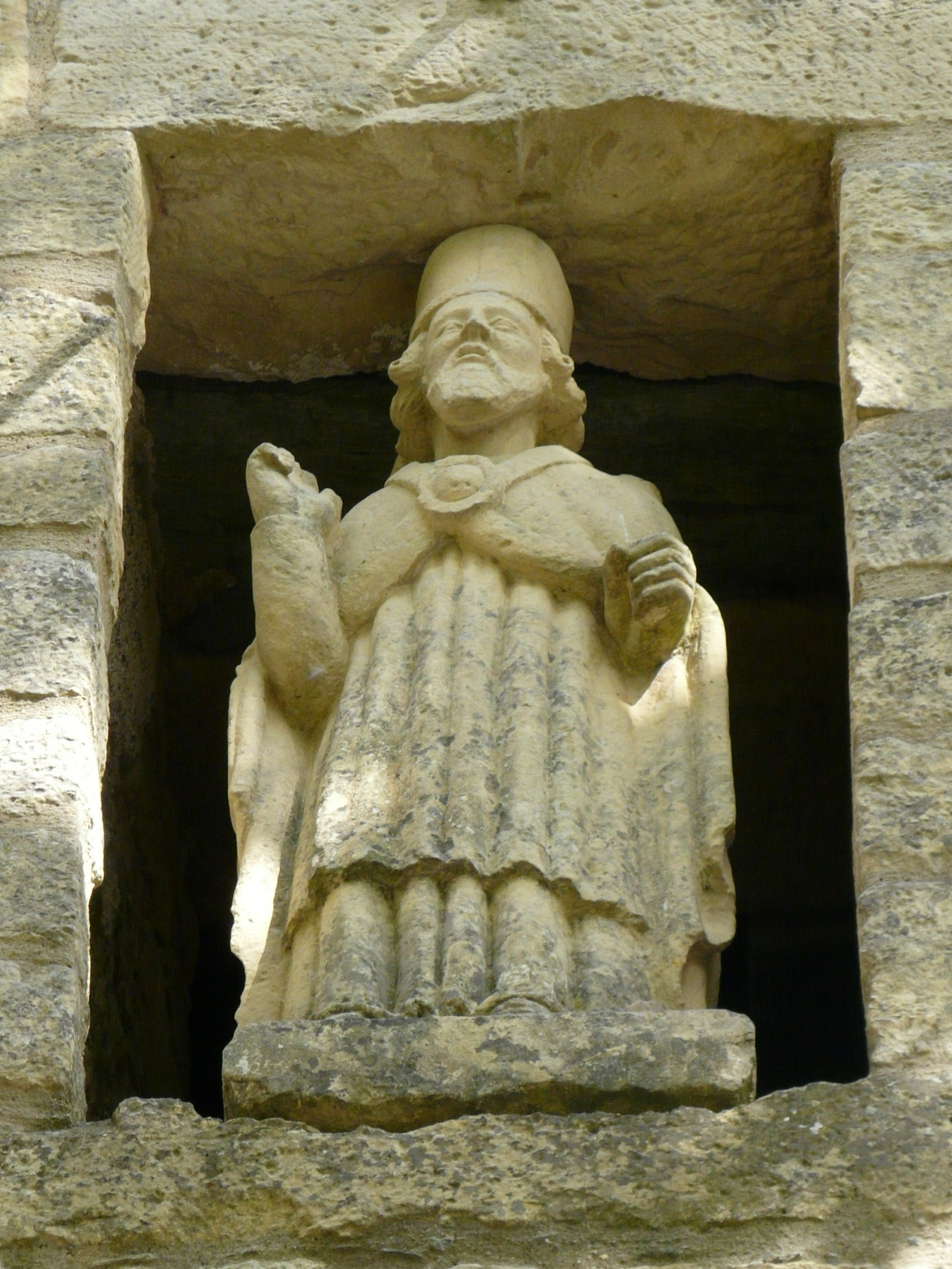
Nischenfigur des hl. Medardus
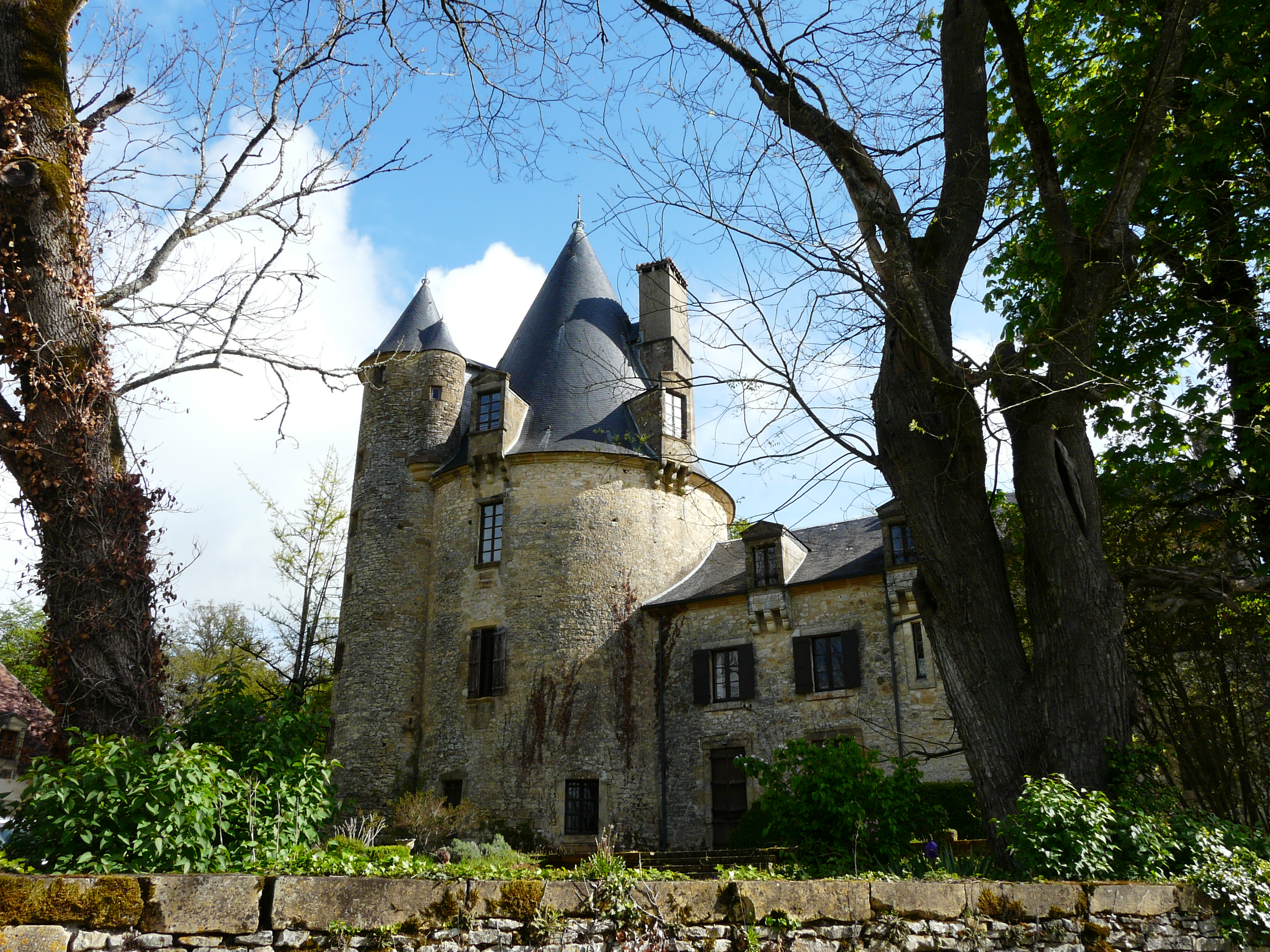
Château des Charreaux
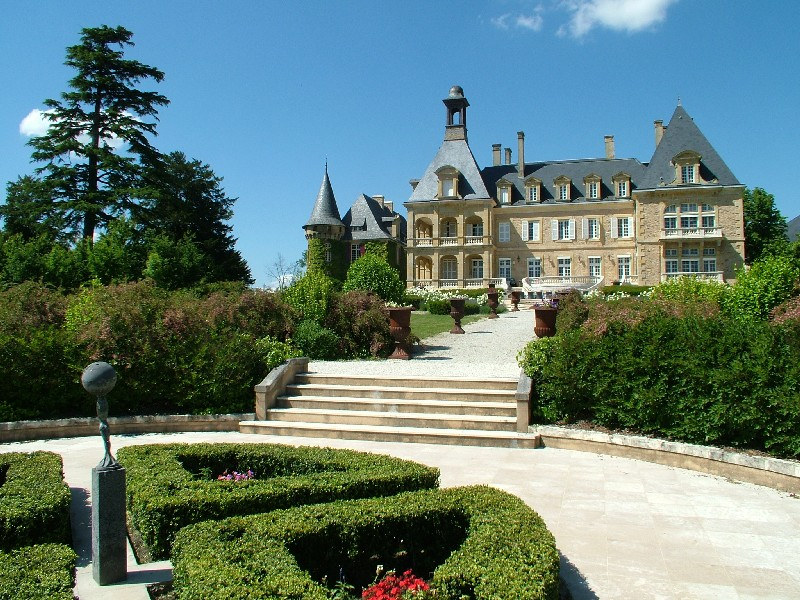
Château d’Essendiéras
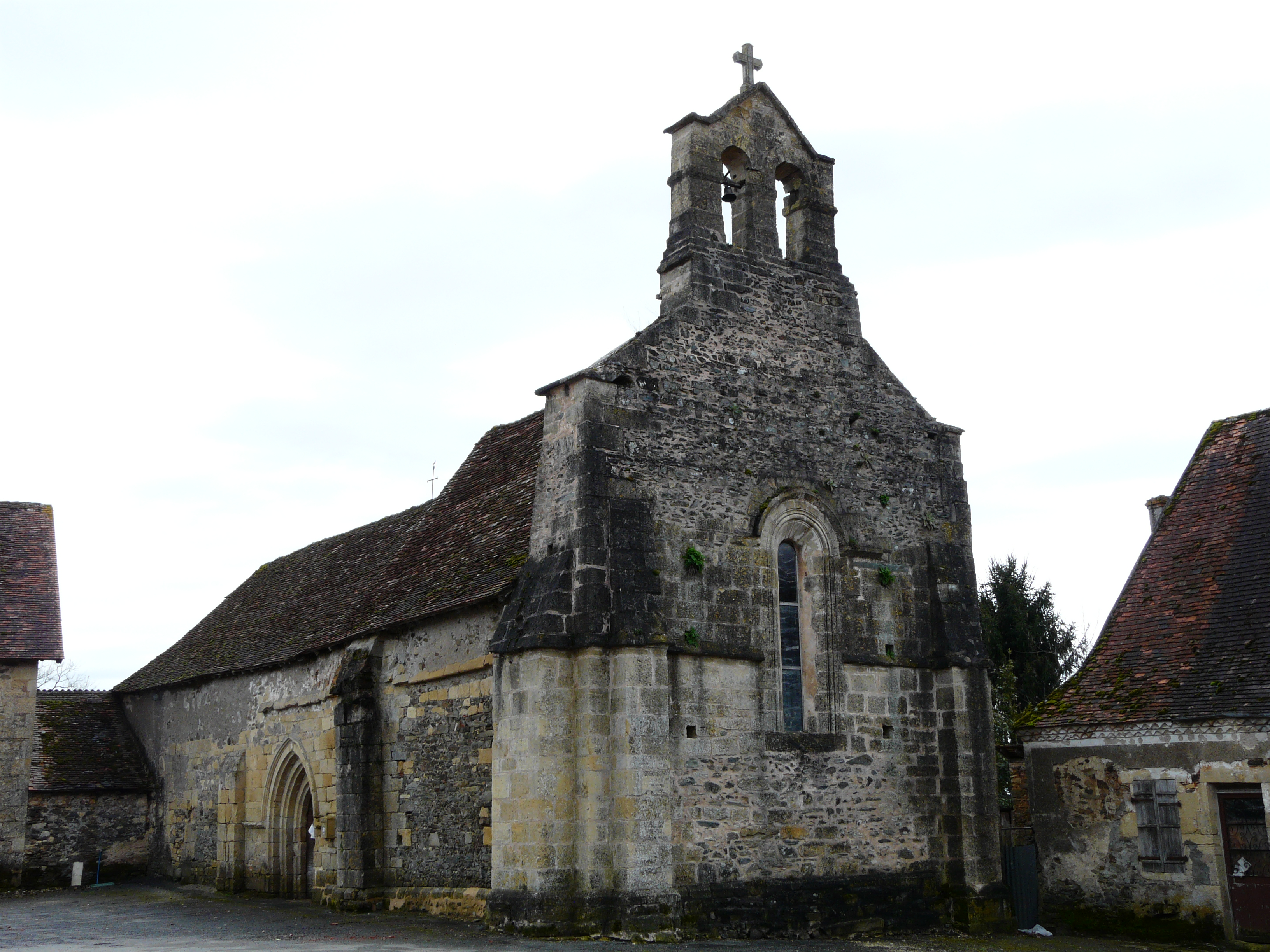
Église Saint-Loup von Gandumas